# Jan van Rossem

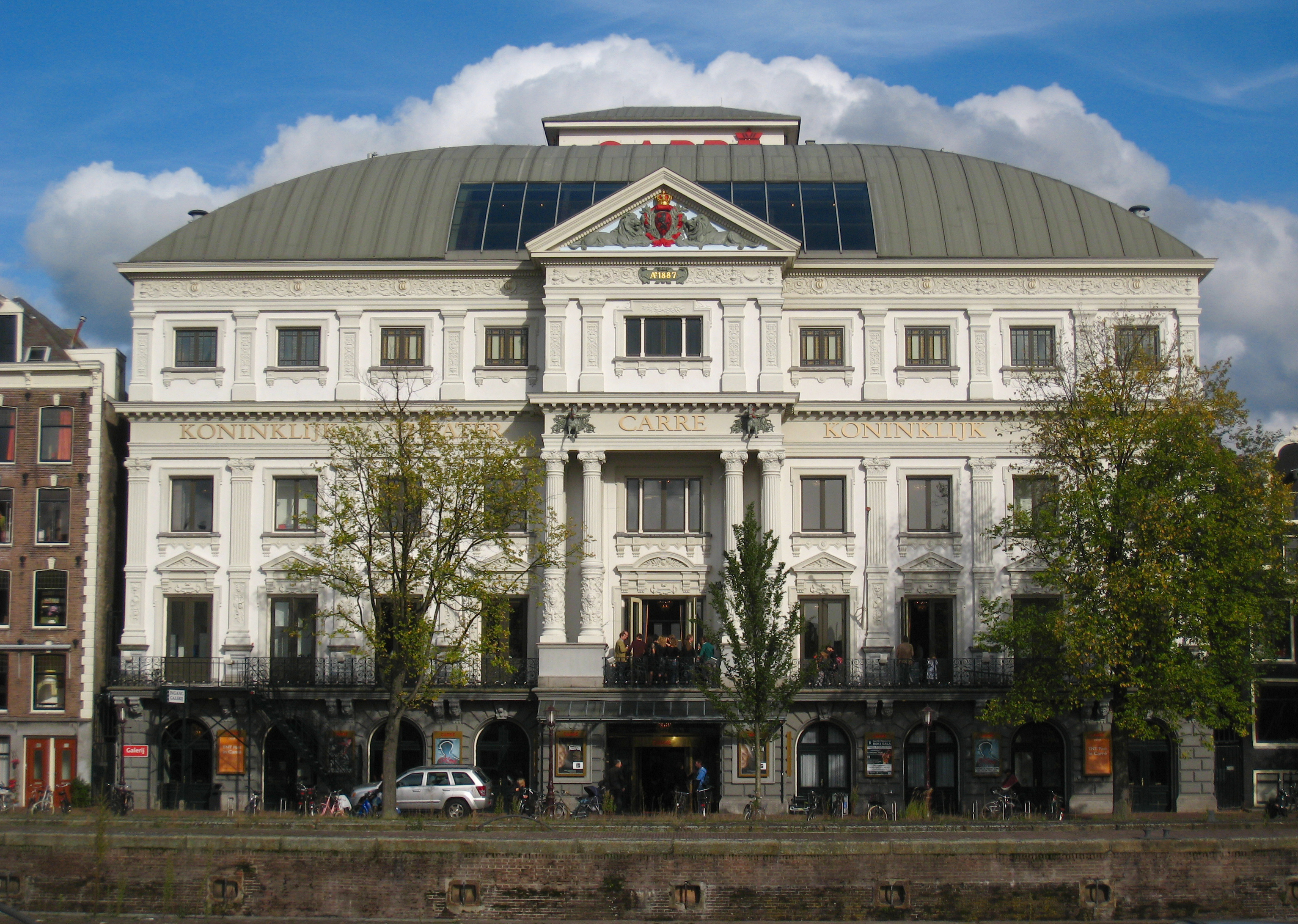
Theater Carré

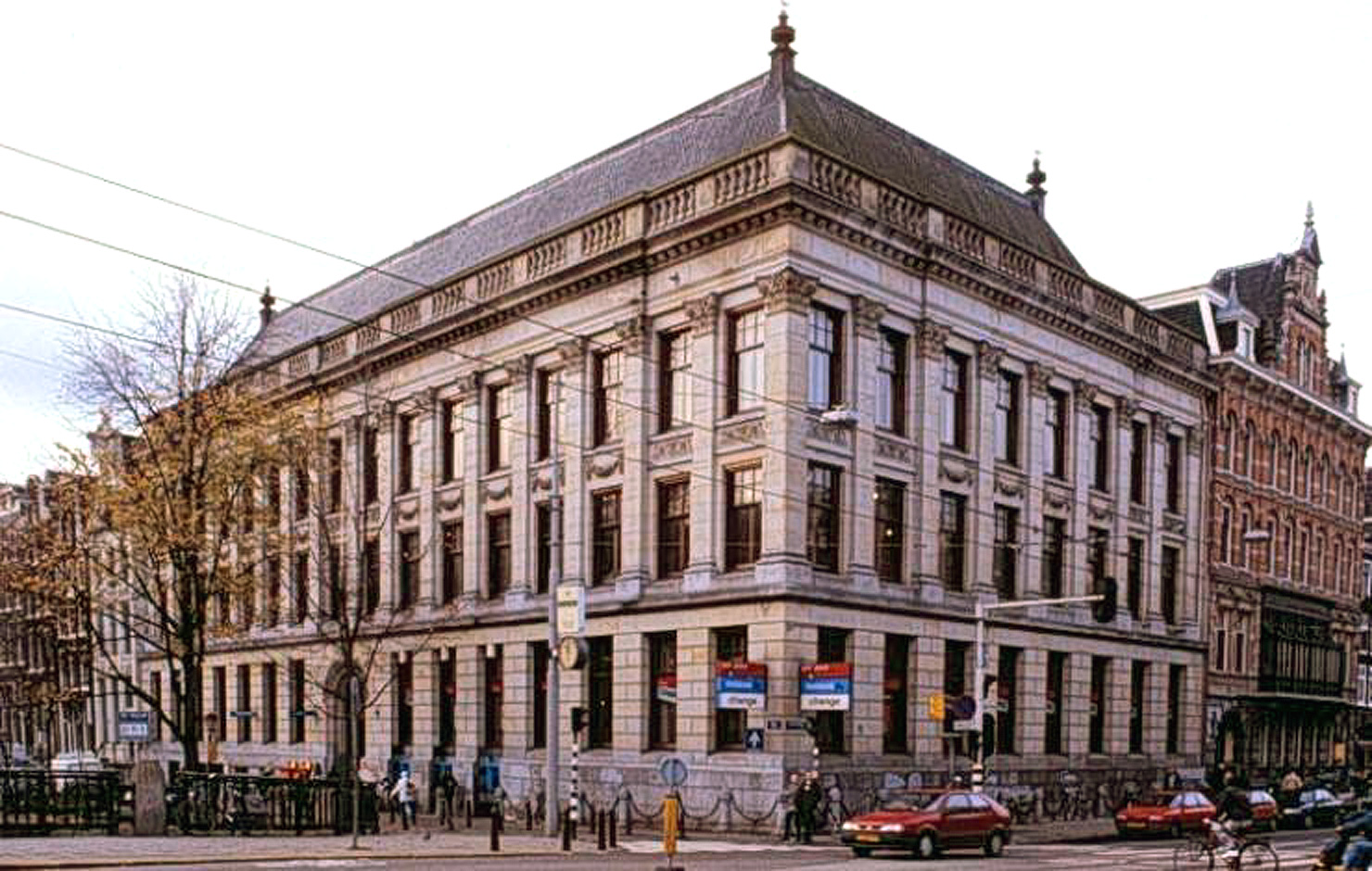
Handelsbank in Amsterdam

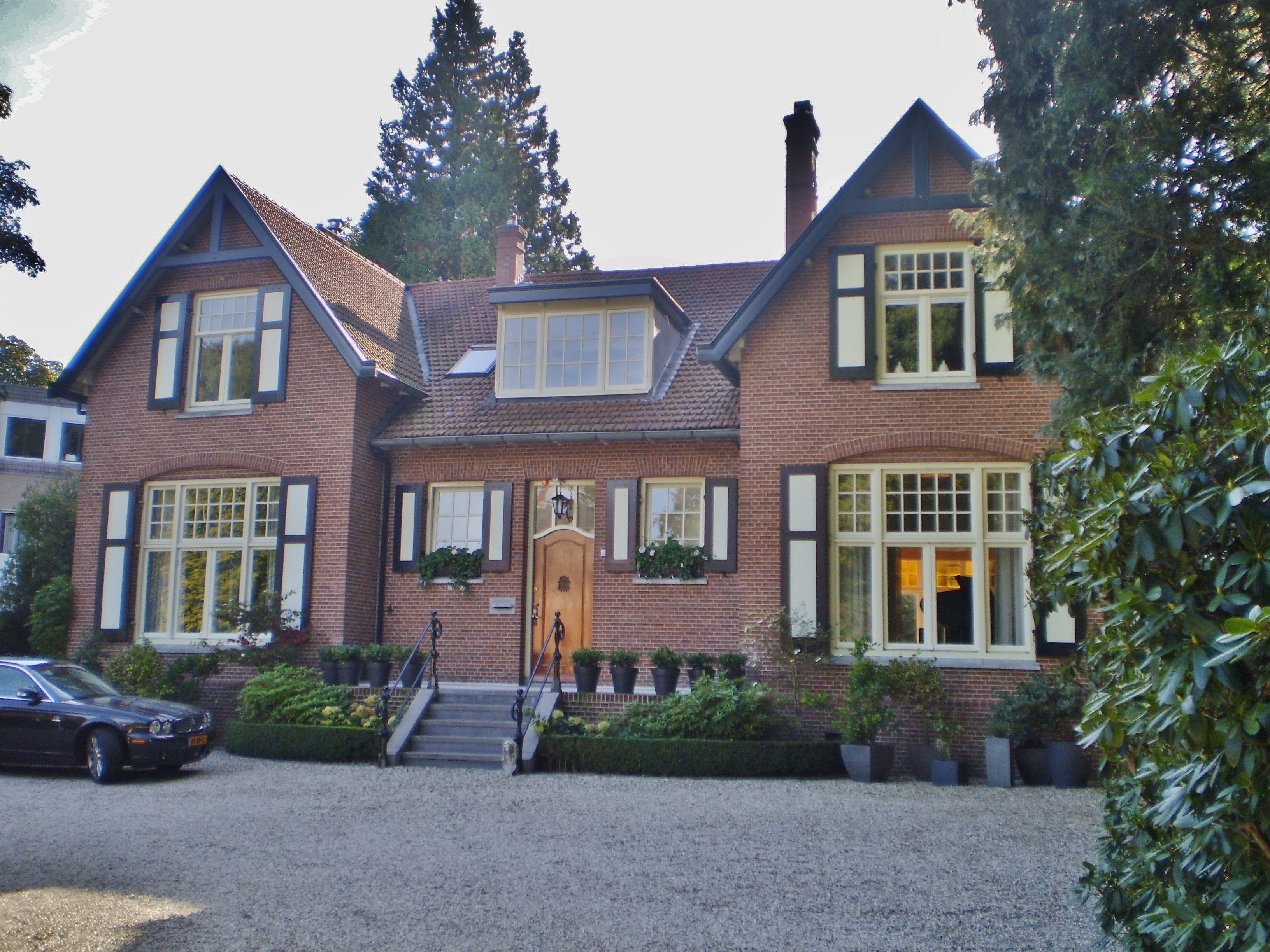
Amsterdamsestraatweg 49

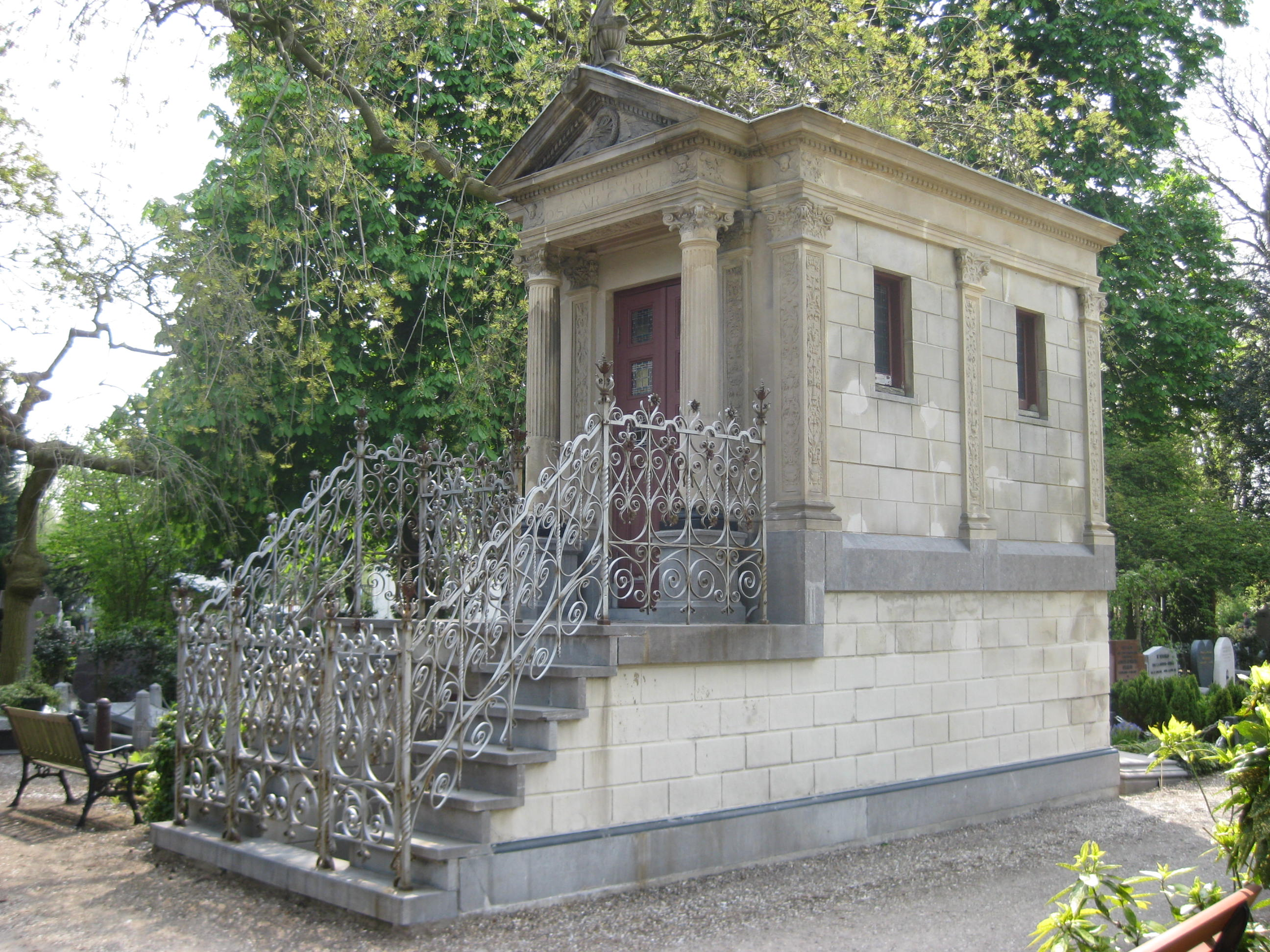
Grafmonument van de familie Carré

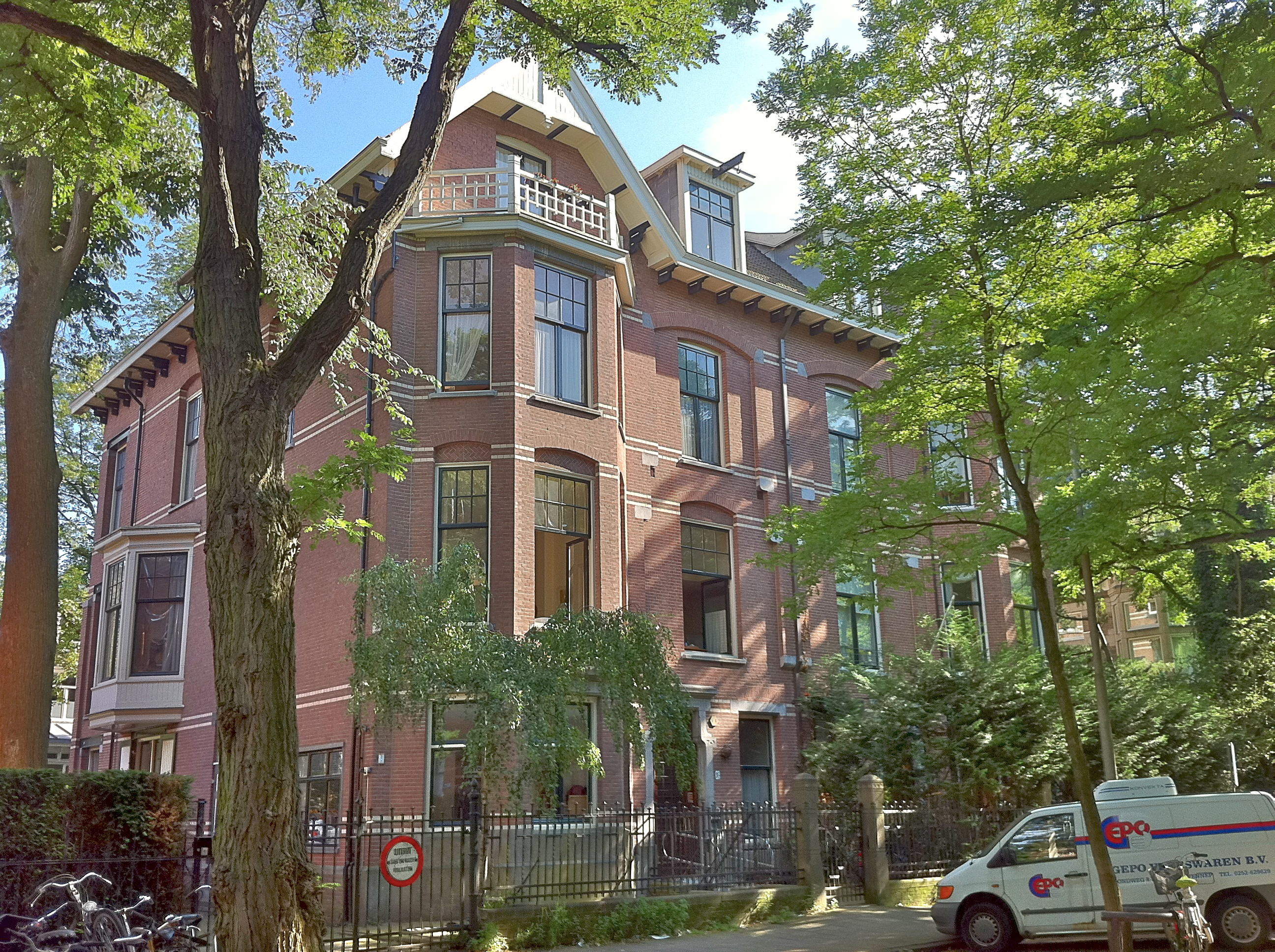
Lucky Luyk aan de Jan Luijkenstraat 3.

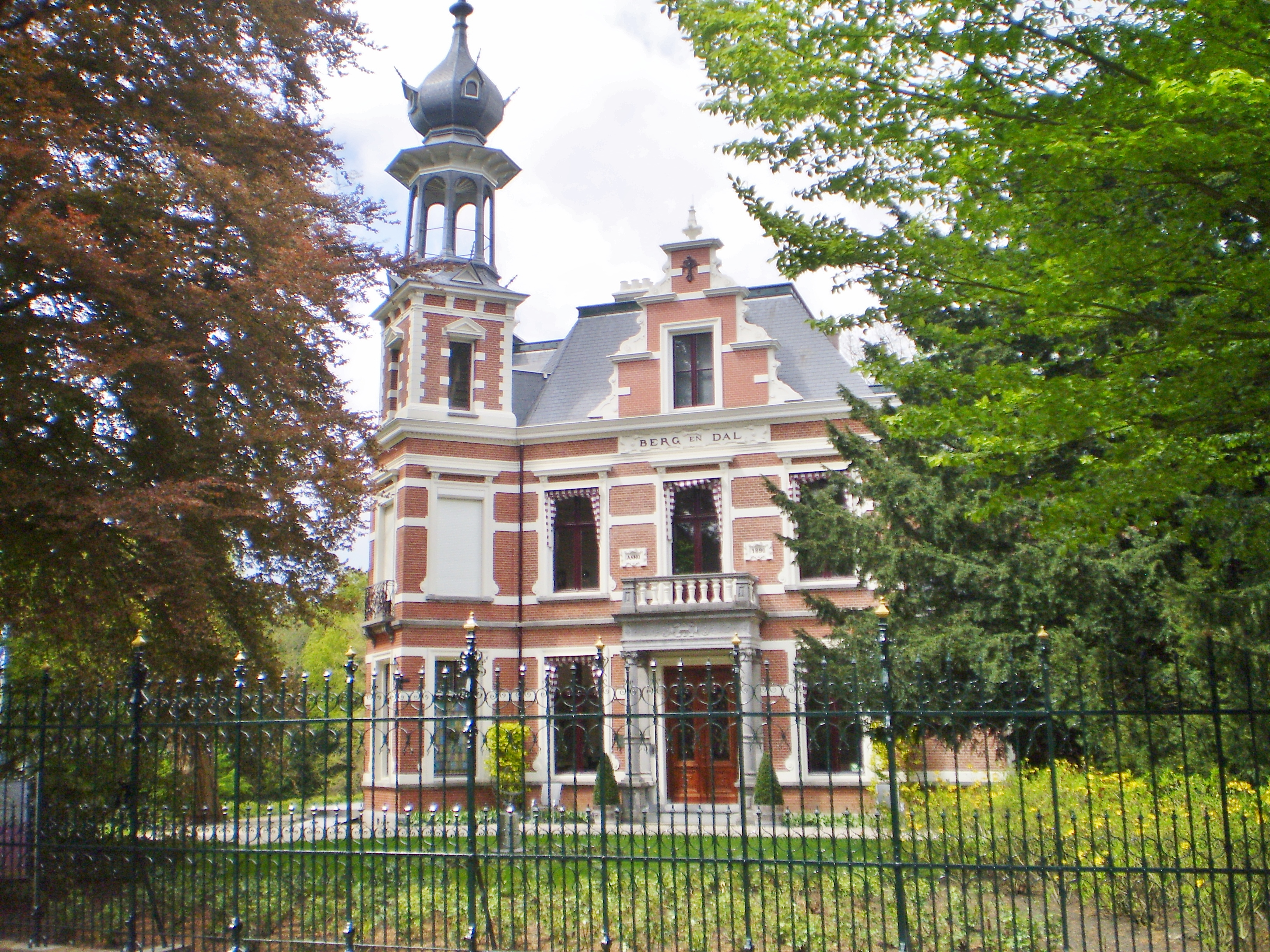
Jacob van Lenneplaan 12

Jan Paul Frederik van Rossem (Amsterdam, 15 april 1854 - aldaar, 19 september 1918) was een Nederlands architect. Jan Paul is een zoon van arts Cornelis van Rossem en Dina Cornelia Claasen. Van 1879 tot 1889 was Jan officier bij de schutterij. Als architect was hij aangesloten bij Architectura et Amicitia.

## Architectenkantoor met Willem Vuyk
Jan van Rossem had in Amsterdam een architectenbureau met Willem Johannes Vuyk uit Purmerend. Hun werk en stijl is heel veelzijdig. Meerdere van hun ontwerpen zijn voorzien van slanke torens. Van hun 40 bekende werken bestaat ongeveer de helft uit bedrijfsgebouwen.

### Amsterdam
Een van hun eerste ontwerpen was in 1882 een kantoor voor een boter- en kaasexporteur aan de Herengracht 395. Daarna ontwierpen ze het rijtuig- en zadelmagazijn aan de Kerkstraat 28-30. 
In 1887 kreeg het jonge duo de opdracht voor circustheater Carré. Het volgende pand was een huis aan de Sarphatistraat 11. 
Geïnspireerd door de nieuwe architectuur van Berlage ontwierpen ze in 1900 voor weduwe J.C. Reich-van IJsseldijk het grachtenpand Herengracht 148A-Leliegracht 2. Bij de stadsvilla's in Amsterdam-Zuid grepen ze echter terug op hun eerdere stijl. De Nederlandsch-Indische Handelsbank is zelfs klassiek weergegeven. Deze bank verrees in 1912 aan de Singel 250.

### Aan de Zaan
In de jaren 1889-1915 ontwierp Van Rossem met zijn compagnon voor meerdere Zaanse ondernemers fabrieken, pakhuizen, ketelhuizen, kantoren, een machinehal en een graansilo.

### Baarn
Door de aanleg van de spoorlijn Amsterdam - Zutphen ontstond in Baarn vraag naar villa's, waarvoor Van Rossem en Vuyk werden gevraagd.
Jan van Rossem ontwierp in 1915 voor zichzelf een huis aan de Amsterdamsestraatweg 49 te Baarn. 
Op 64-jarige leeftijd werd hij begraven op de Oude algemene begraafplaats aan de Berkenweg in Baarn.

## Lijst van bouwwerken
Amsterdam
- Nederlandsch-Indische Handelsbank (Postkantoor) (1912)
- Lucky Luyk - Jan Luijkenstraat 3A (1908-1909)
- Koningslaan 24 - villapark Willemspark (1901-1902)
- Grafmonument van de familie Carré (1891)
- Hotel Polen - Kalverstraat 15-17 (1891)[3]
- Sarphatistraat 11 (1888)
- circustheater Carré (1887)
- verbouwing Drie Fleschjes - De Gravenstraat 14 (1887-1888)
- cacaofabriek Blooker - Weesperzijde (1886)
- Swammerdamstraat 12-14-16-18 (1885, gesloopt 2013)
- concertzaal bij het Vondelpark (1883)
- Eerste Weteringplantsoen 8-10 (1883)[4]
- Heerengracht 395 (1882)

Baarn
- Amsterdamsestraatweg 49 (1915)
- serre en aanbouw van villa Beaulieu - (1905)
- Berg en Dal (1890)

Bodegraven
- olieslagerij De Phoenix (1915)

Den Haag
- Nassauplein 31 (1887)

Leusden
- kasteel Kasteel Stoutenburg (1888)

Langs de Zaan
- graansilo oliefabriek Duyvis - Koog aan de Zaan (1914)
- gemeentelijke gasfabriek - Koog aan de Zaan (1909)
- Raadhuis - Raadhuisstraat 86 - Koog aan de Zaan (1908)[5]
- pakhuis Java (1907)
- Zeepziederij De Adelaar (1906)
- sprinklertoren De Vlijt (1899)
- linoleumfabriek Kaars Sijpesteijns - Krommenie (1899)
- Pakhuis Saigon - Veerdijk 40 (1898)
- Pakhuis Bassein - Veerdijk 41 (1898)
- Pakhuis Batavia - Veerdijk 39 (1894)
- pakhuis Waal - Veerdijk 24 (1880)
- Pakhuizen Hollandia I en II - Veerdijk 42 (1877)
- pakhuis De Schepel - Veerdijk 22 (1875)
- pakhuis Maas - Veerdijk 25 (1875)